# دانيال باوتشر
دانيال باوتشر هو مغني ومغن مؤلف كندي، ولد في 7 أكتوبر 1971 في مونتريال في كندا.

## وصلات خارجية
- الموقع الرسمي
- دانيال باوتشر على موقع IMDb (الإنجليزية)
- دانيال باوتشر على موقع ميوزك برينز (الإنجليزية)
- دانيال باوتشر على موقع ديسكوغز (الإنجليزية)
- دانيال باوتشر على موقع قاعدة بيانات الفيلم (الإنجليزية)